# Statistiques et records de la National Rugby League
Cet article présente les statistiques et records de la National Rugby League.

## Meilleurs marqueurs d'essais de la National Rugby League par saison
Ce tableau retrace les meilleurs marqueurs d'essais de la National Rugby League par saison.
| Saison | Joueur                                       | Club                              | Essais |
| ------ | -------------------------------------------- | --------------------------------- | ------ |
| 1996   | Noa Nadruku                                  | Canberra                          | 21     |
| 1997   | Terry Hill                                   | Manly-Warringah                   | 22     |
| 1998   | Darren Smith                                 | Brisbane                          | 23     |
| 1999   | Nathan Blacklock                             | St. George Illawarra              | 24     |
| 2000   | Nathan Blacklock                             | St. George Illawarra              | 25     |
| 2001   | Nathan Blacklock                             | St. George Illawarra              | 27     |
| 2002   | Nigel Vagana                                 | Canterbury-Bankstown              | 23     |
| 2003   | Rhys Wesser                                  | Penrith                           | 25     |
| 2004   | Amos Roberts                                 | Penrith                           | 23     |
| 2005   | Matthew Bowen                                | North Queensland                  | 21     |
| 2006   | Nathan Merritt                               | South Sydney                      | 22     |
| 2007   | Matthew Bowen                                | North Queensland                  | 22     |
| 2008   | Brett Stewart                                | Manly-Warringah                   | 22     |
| 2009   | Brett Morris                                 | St. George Illawarra              | 25     |
| 2010   | Shaun Kenny-Dowall Akuila Uate               | Sydney Roosters Newcastle         | 21     |
| 2011   | Ben Barba Nathan Merritt                     | Canterbury-Bankstown South Sydney | 23     |
| 2012   | Ben Barba                                    | Canterbury-Bankstown              | 22     |
| 2013   | Michael Jennings Jorge Taufua David Williams | Sydney Roosters Manly-Warringah   | 20     |
| 2014   | Alex Johnston                                | South Sydney                      | 21     |
| 2015   | Semi Radradra                                | Parramatta                        | 24     |
| 2016   | Jordan Rapana Suliasi Vunivalu               | Canberra Melbourne                | 23     |
| 2017   | Josh Addo-Carr Suliasi Vunivalu              | Melbourne                         | 23     |
| 2018   | David Fusitu'a                               | New Zealand                       | 23     |
| 2019   | Maika Sivo                                   | Parramatta                        | 22     |
| 2020   | Alex Johnston                                | South Sydney                      | 23     |
| 2021   | Alex Johnston                                | South Sydney                      | 30     |
| 2022   | Alex Johnston                                | South Sydney                      | 30     |
| 2023   | Dominic Young                                | Newcastle                         | 25     |

## Meilleurs marqueurs de points de la National Rugby League par saison
Ce tableau retrace les meilleurs marqueurs de points de la National Rugby League par saison.
| Saison | Joueur                           | Club                             | Essai | Buts    | Drop | Points |
| ------ | -------------------------------- | -------------------------------- | ----- | ------- | ---- | ------ |
| 1996   | Jason Taylor                     | North Sydney                     | 5     | 108     | 2    | 238    |
| 1997   | Jason Taylor                     | North Sydney                     | 10    | 198     | 6    | 242    |
| 1997   | Ivan Cleary                      | Sydney Roosters                  | 13    | 116     | 0    | 284    |
| 1999   | Matt Geyer                       | Melbourne                        | 20    | 81      | 0    | 242    |
| 2000   | Joel Caine                       | Wests Tigers                     | 15    | 82      | 0    | 224    |
| 2001   | Andrew Johns Ben Walker          | Newcastle Northern Eagles        | 14 18 | 110 103 | 3 1  | 279    |
| 2002   | Hazem El Masri                   | Canterbury-Bankstown             | 12    | 103     | 0    | 254    |
| 2003   | Hazem El Masri                   | Canterbury-Bankstown             | 9     | 129     | 0    | 294    |
| 2004   | Hazem El Masri                   | Canterbury-Bankstown             | 16    | 139     | 0    | 342    |
| 2005   | Brett Hodgson                    | Wests Tigers                     | 15    | 124     | 0    | 308    |
| 2006   | Hazem El Masri                   | Canterbury-Bankstown             | 17    | 114     | 0    | 296    |
| 2007   | Hazem El Masri                   | Canterbury-Bankstown             | 10    | 85      | 0    | 210    |
| 2008   | Luke Covell                      | Cronulla-Sutherland              | 15    | 73      | 0    | 307    |
| 2009   | Hazem El Masri                   | Canterbury-Bankstown             | 14    | 96      | 0    | 248    |
| 2010   | Michael Gordon                   | Penrith                          | 16    | 103     | 0    | 270    |
| 2011   | Benji Marshall                   | Wests Tigers                     | 13    | 78      | 3    | 211    |
| 2012   | Jarrod Croker                    | Canberra                         | 16    | 81      | 0    | 226    |
| 2013   | James Maloney                    | Sydney Roosters                  | 9     | 108     | 0    | 252    |
| 2014   | James Maloney Johnathan Thurston | Sydney Roosters North Queensland | 5 11  | 106 93  | 2 4  | 234    |
| 2015   | James Maloney                    | Sydney Roosters                  | 9     | 106     | 2    | 250    |
| 2016   | Jarrod Croker                    | Canberra                         | 18    | 112     | 0    | 296    |
| 2017   | Nathan Cleary                    | Penrith                          | 11    | 92      | 0    | 228    |
| 2018   | Latrell Mitchell                 | Sydney Roosters                  | 17    | 90      | 0    | 248    |
| 2019   | Latrell Mitchell                 | Sydney Roosters                  | 19    | 98      | 1    | 273    |
| 2020   | Adam Reynolds                    | South Sydney                     | 6     | 98      | 1    | 221    |
| 2021   | Reuben Garrick                   | Manly-Warringah                  | 23    | 121     | -    | 334    |
| 2022   | Valentine Holmes                 | North Queensland                 | 10    | 100     | 4    | 244    |
| 2023   | Jamayne Isaako                   | Dolphins                         | 24    | 73      | 2    | 244    |